# Nazirpur
Nazirpur (en bengali : নাজিরপুর) est une upazila du Bangladesh dans le district de Pirojpur. En 1991, on y dénombrait 166 014 habitants.